# Chery Socma
Chery Socma S.A. war ein uruguayischer Automobilhersteller.

## Geschichte
Das Unternehmen wurde von Chery Automobile und der argentinischen Unternehmensgruppe Sociedades Macri gegründet. Dies geschah entweder 2006 oder Anfang 2007.
Die Produktion von Automobilen begann je nach Quelle im Dezember 2007 oder erst 2008. Sie fand in einem Werk in Carrasco statt, das ehemals (oder immer noch) Oferol gehörte. Ein Großteil der Fahrzeuge wurde nach Argentinien und Brasilien, später auch nach Venezuela exportiert. Chery Argentina vertrieb die Fahrzeuge in Argentinien.
Bereits Ende 2008 wurde das Werk für ein halbes Jahr geschlossen. Ebenso gab es in späteren Jahren Überlegungen, das Werk wegen mangelnder Produktivität nach Brasilien zu verlegen (2010) bzw. wegen der Einfuhrbeschränkungen des argentinischen Marktes zu schließen (2012).
Bei der Gründung waren etwa 200 Mitarbeiter beschäftigt, später 320 bis 350.
Das Werk wurde Mitte 2015 geschlossen. Hauptgründe für diese Entscheidung waren die schlechte wirtschaftliche Lage in Brasilien sowie die neuen Importbeschränkungen in Argentinien.
Auch nach Schließung des Werks werden weiterhin Chery-Modelle nach Uruguay importiert und durch ein anderes Unternehmen vertrieben.

## Modelle
Das erste hergestellte Modell war der Chery Tiggo. Teile dazu wurden aus der Volksrepublik China importiert.
2010 folgte der Chery Face.
Anfangs war eine Produktion von 20.000 bis 25.000 Einheiten geplant. Das Werk stellte jedoch maximal 7000 Fahrzeuge pro Jahr her.